# Tipula bidenticulata
Tipula bidenticulata är en tvåvingeart som beskrevs av Alexander 1933. Tipula bidenticulata ingår i släktet Tipula och familjen storharkrankar. Inga underarter finns listade i Catalogue of Life.